# Атос
 Тази статия е за героя на Александър Дюма.  За френското предприятие вижте Атос (предприятие).  
Атос (на френски: Athos) е литературен герой от романите „Тримата мускетари“, „Двадесет години по-късно“ и „Виконт дьо Бражелон“ на френския писател Александър Дюма - баща.
В „Тримата мускетари“, той и другите двама мускетари Портос и Арамис са приятели на главния герой на романа, д'Артанян. Той има тайнствено минало, свързващо го със злодейката на романа милейди Уинтър.
Атос е по-голям с няколко години и се слави като справедлив и разумен, затова е като баща за останалите мускетари, винаги готов да помогне със съвет или успокоение. Той е описан като истински благородник, но също и потаен, удавящ скръбта си в пиене.
В края на романа се разкрива, че всъщност той е граф дьо Ла Фер, бивш съпруг на милейди Уинтър, преди брака ѝ с барон Уинтър.
В следващите два романа от трилогията, той е известен като граф дьо Ла Фер и е баща на младия герой Раул дьо Бражелон. Както и при Портос истинското първо име на Атос никога не е споменато. Въпреки това в пиесата на Дюма „Младостта на мускетарите“ младата милейди, тогава наричана Шарлот, се обръща към тогавашния виконт дьо Ла Фер с Оливие, така че може да се предполага, че това е първото му име.

## Атос във филмите и телевизията
Актьори, които са играли Атос на екрана са:
- Анри Ролан, в „Тримата мускетари“ (1921)
- Пол Лукас, в „Тримата мускетари“ (1935)
- Ван Хефлин, в „Тримата мускетари“ (1948)
- Бари Морс, в „Тримата мускетари“ (телевизионен филм) (1960)
- Жорж Декриер, в „Тримата мускетари“ (1961)
- Оливър Рийд, в „Тримата мускетари“ (1973), „Четиримата мускетари“ (1974) и „Завръщането на мускетарите“ (1989)
- Вениамин Смехов, в „Д'Артанян и тримата мускетари“ (1978) и продълженията (1992, 1993)
- Хосе Ферер, в „Петият мускетар“ (1979)
- Кийфър Съдърланд, в „Тримата мускетари“ (1993)
- Джон Малкович, в „Желязната маска“ (1998)
- Ян Грегор Кремп, в „Мускетаря“ (2001)
- Кристофър Казанове, в „Мускетарките“ (телевизионни минисерии) (2003)